# 酒井桥
酒井桥，位于中国广东省肇庆市封开县南丰镇府北郊一公里处，为封开县的一个县级文物保护单位，类型为古建筑，公布时间为2003年9月18日。
酒井桥的历史年代为清代。